# Joe Bertram
Joe Bertram (* 29. April 1957 in Boulder, Colorado; † 24. Mai 2020) war ein US-amerikanischer Politiker. 

## Werdegang
Der 1957 im Bundesstaat Colorado geborene Joe Bertram war von Januar 2007 bis Januar 2011 Abgeordneter des Repräsentantenhauses von Hawaii für den 11. Wahlbezirk. Er gehörte unter anderem dem Bildungsausschuss und dem Gesundheitsausschuss an. 2010 trat er zur Wiederwahl an, verlor jedoch knapp gegen den republikanischen Kandidaten George R. Fontaine. Bertram gehörte von 1995 bis 2000 der Green Party an. Ab 2002 war er Mitglied der Demokratischen Partei.
Nach drei erfolglosen Versuchen, in den Maui County Council gewählt zu werden, bewarb sich Bertram 2006 erstmals um einen Sitz im Repräsentantenhaus. Er setzte sich mit gut 1000 Stimmen Vorsprung (entsprechend etwa 10 % Stimmenanteil) gegen seinen republikanischen Gegenkandidaten durch und erhielt damit den Sitz seines Vorgängers Chris Halford von den Republikanern, der aus Altersgründen aus dem Amt geschieden war.

## Privatleben
Bertram wurde auf dem Festland geboren und zog als Neunjähriger mit seinen Eltern nach Kīhei. Er besuchte die Kihei Elementary School, Seabury Hall in Makawao und die Henry Perrine Baldwin High School in Wailuku.
Bertram war HIV-positiv. Er war einer von zwei offen homosexuellen Mitgliedern des Repräsentantenhauses des Bundesstaats und lebte mehr als 30 Jahre mit seinem Partner zusammen.